# Steve Walsh (football)
Pour les articles homonymes, voir Walsh et Steve Walsh.
Steven Walsh, couramment appelé Steve Walsh, est un footballeur anglais, né le 3 novembre 1964 à Preston, Angleterre. Évoluant au poste de défenseur central, il est principalement connu pour ses saisons à Wigan Athletic et encore plus à Leicester City où il passa 14 années.
Il est célèbre pour co-détenir, avec Roy McDonough, le record du plus grand nombre d'expulsions en Football League, avec 13 cartons rouges reçus pendant sa carrière.

## Biographie

### Carrière de joueur
Natif de Preston, Lancashire, il commence sa carrière avec Wigan Athletic où il remporte le Football League Trophy en 1985, battant Brentford 3-1 en finale.
Son entraîneur, Bryan Hamilton (en), ayant rejoint Leicester City, le fait venir sans attendre dans son nouveau club en 1986 pour 100 000 £. Il s'établit comme un défenseur central de bon niveau, capable par ailleurs de finir les matches (voire de dépanner) en attaque.
Toutefois, son comportement dur sur l'homme lui vaut quelques déboires. En 1986, il reçoit une suspension de 11 matches après avoir donné un coup de pied au visage de David Geddis, attaquant de Shrewsbury Town. Une grande rivalité l'oppose à Steve Bull, l'attaquant de Wolverhampton Wanderers.
Lorsque Brian Little (en) devient l'entraîneur des Foxes en 1991, il ne tarde pas à faire de Walsh le capitaine de l'équipe mais aussi à le repositionner comme attaquant, ce qui est une réussite, Walsh inscrivant 15 buts lors de la saison 1992-1993, dont l'un lors de la finale de play-offs de promotion en Premier League, perdue 3-4 contre Swindon Town. 
Mais, dès l'année suivante, Walsh et Leicester City prennent leur revanche, en remportant les play-offs de promotion, 2-1 contre Derby County avec un doublé de Walsh. Le club obtient ainsi la promotion pour jouer la Premier League lors de la saison 1994-1995. Malheureusement, il manque une grande partie de cette saison à cause d'une blessures aux ligaments croisés et les Foxes connaissent la relégation en Division 1. 
Revenu pour la saison 1995-1996, le nouvel entraîneur Martin O'Neill lui maintient sa confiance comme capitaine de l'équipe et, de nouveau, Leicester City parvient à obtenir la promotion en Premier League grâce aux play-offs de promotion, battant Crystal Palace 2-1 en finale. Cette nouvelle opportunité en Premier League se déroule bien mieux, le club finissant la saison 1996-1997 à la neuvième place et remportant la League Cup (1-1 puis 1-0 face à Middlesbrough en finale), Walsh délivrant les deux passes décisives pour Emile Heskey puis pour Steve Claridge (en) et recevant le trophée Alan Hardaker (en) (récompensant l'homme du match pour la finale de cette compétition)
Il connait ses seuls matches européens en Coupe UEFA 1997-98, une double confrontation perdue 1-4 contre les Espagnols de l'Atlético Madrid. Il rejoue une finale de League Cup deux ans plus tard, mais cette fois perdue 0-1 face à Tottenham Hotspur. Il était un joueur très populaire parmi les supporteurs de Leicester City, qui l'avaient surnommé Captain Fantastic.
La fin de sa carrière le voit jouer quelque temps pour Norwich City, Tamworth et Coventry City. Il se consacre ensuite à travailler dans des centres de formation tout en s'investissant dans un club de golf en Espagne. Toujours très populaire à Leicester, il écrit régulièrement des chroniques dans le Leicester Mercury. Il a fondé une entreprise spécialisée dans l'événementiel avec le rugbyman Neil Back. Il s'est proposé, mais sans succès, en octobre 2007 pour devenir l'entraîneur de Leicester City à la suite du départ de Gary Megson (en).

## Palmarès
- Leicester City :
  - Vainqueur de la League Cup : 1997
  - Finaliste de la League Cup : 1999
  - play-offs de promotion en Premier League : 1994, 1996
  - Trophée Alan Hardaker (en) : 1997